# Dorfkirche Brunn

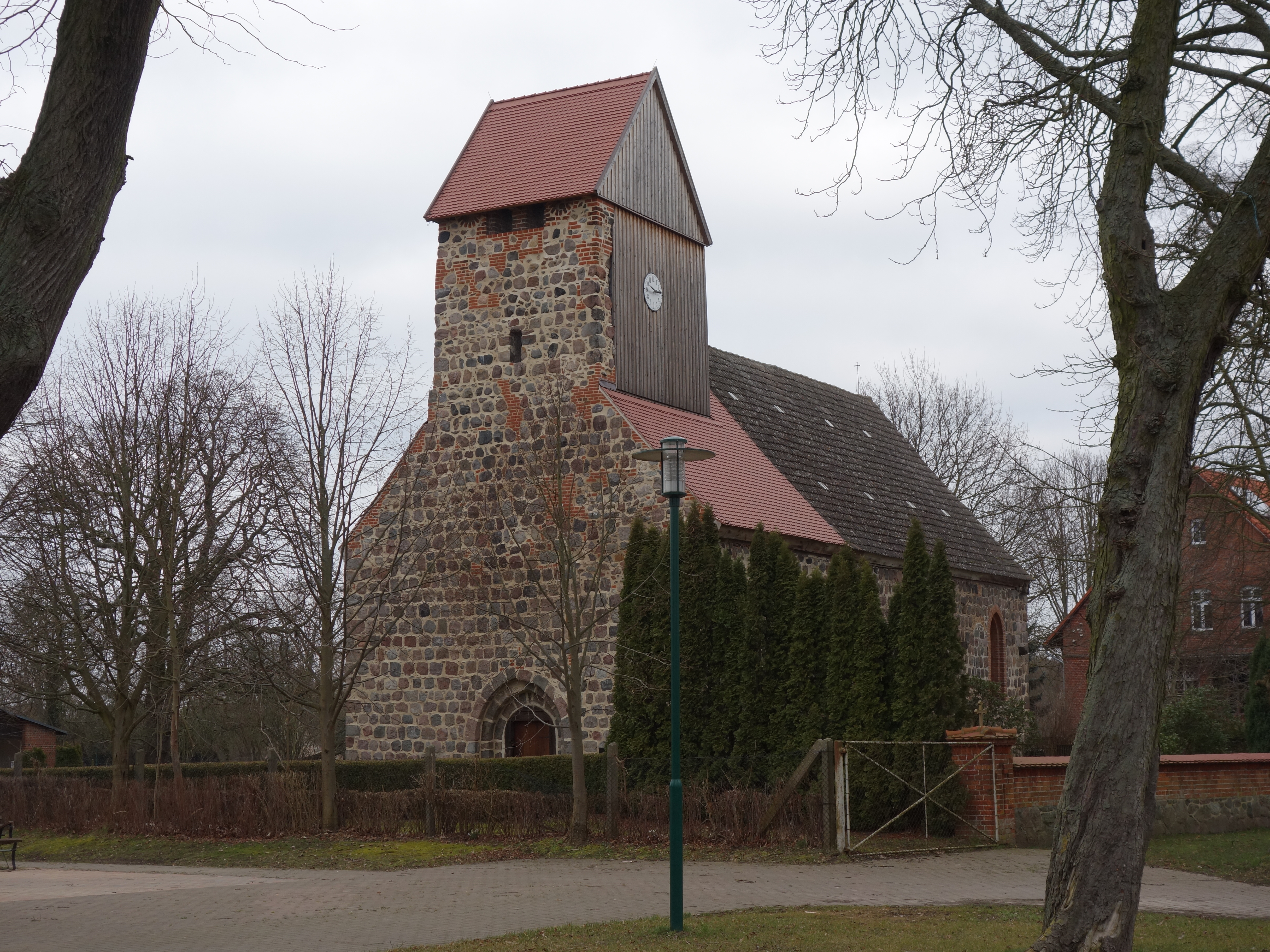
Südwestansicht der Kirche

Die Dorfkirche Brunn ist ein evangelisches Gotteshaus im Ortsteil Brunn der Gemeinde Wusterhausen/Dosse im Landkreis Ostprignitz-Ruppin des Landes Brandenburg. Sie gehört seit 1976 zur Kirchengemeinde Wusterhausen im Kirchenkreis Prignitz der Evangelischen Kirche Berlin-Brandenburg-schlesische Oberlausitz.
Der rechteckige Saalbau wurde in der ersten Hälfte Hälfte des 13. Jahrhunderts errichtet. Der quadratische, verbretterte Westturm wurde 1669 auf einem zerstörten früheren Turm aufgebaut. Bei der Restaurierung 1863–1865 wurden die Fenster vergrößert.
Im Innern finden sich ein Taufgestell aus Berliner Eisenkunstguss um 1820 sowie ein Auferstehungsgemälde aus dem 17. Jahrhundert. Eine Walcker-Orgel (ca. 1965), die zuvor von der Heilig-Kreuz-Gemeinde in Berlin-Kreuzberg genutzt wurde, wurde 1998 im Altarraum aufgestellt.